# Бусигін Євген Андрійович
Євге́н Андрі́йович Буси́гін (нар. 9 серпня 1983 — 11 червня 2016) — старшина Збройних сил України, учасник російсько-української війни.

## Життєпис
Народився 1983 року в місті Олександрія (Кіровоградська область). Закінчив олександрійську школу № 2, ПТУ № 7, здобув фах електрика. Працював водієм, останніми часом — у ТОВ «АТП „Київські каштани“».
Мобілізований у травні 2014, старшина, командир взводу 34-го ОМПБ «Батьківщина». Служив у зоні бойових дій більш як два роки: спочатку за мобілізацією, потім через рік за контрактом. Починав рядовим водієм бензовоза, доріс до командира взводу. Кілька разів потрапляв під обстріли, двічі подавався до державних нагород.
Приїхав додому у відпустку. 11 червня 2016 року загинув під колесами вантажного потяга — близько 23:15 на залізничній станції «Олександрія»; сидів на рейці за 50 метрів від посадкової платформи та не відреагував на сигнали.
Похований в Олександрії поблизу 31-го училища, 13 червня 2016-го в Олександрії оголошено днем жалоби.
Без Євгена лишилися мама Нелла Олександрівна, сестра Ірина, вдова Олена, 9-річна дочка Мілана 2007 р.н.

## Нагороди та вшанування
- указом Президента України № 239/2018 від 23 серпня 2018 року «за особисту мужність і високий професіоналізм, виявлені у захисті державного суверенітету та територіальної цілісності України, вірність військовій присязі» — нагороджений орденом «За мужність» III ступеня (посмертно)[1]
- 12 жовтня 2016 року на фасаді Олександрійської школи № 2 відкрито меморіальну дошку Євгену Бусигіну.